# ウシャコフ島
ウシャコフ島 (ウシャコフとう、ロシア語: Остров Ушакова, Ostrov Ushakova)とはロシア連邦北部のカラ海にある孤島。
年平均降水量は標高50メートル (164フィート)地点で200ミリメートル (8インチ)、氷帽の最高点で350ミリメートル (14インチ)から400ミリメートル (16インチ)の間である。

## 地理
ウシャコフ島はカラ海の北縁、ゼムリャフランツァヨシファとセヴェルナヤ・ゼムリャ諸島の中間地点の多冬極氷域の近傍に位置している。島は無人島であり、永久氷河の南限の近傍に位置し、厳しい北極嵐に見舞われる。面積は324平方キロメートル (125平方マイル)。行政上はロシア連邦クラスノヤルスク地方のタイミル・ドルガン＝ネネツ地区に属する。島の周囲の海は、一年を通して叢氷に覆われている。島から最も近くにある島はヴィゼ島であり140キロメートル (87マイル)南に位置する。

### 氷帽
島は氷帽に覆われている。氷帽の最高点は294 m (965 ft)である。氷床の下の岩がちな地表は平坦で、一部は海面下にある。氷帽の縁は20 m (66 ft)から30 m (98 ft)の崖を形成している 。氷帽の表面積は1950年から2000年の間に2平方キロメートル (1平方マイル)減少したが、氷床の体積は35立方キロメートル (8立方マイル)から38立方キロメートル (9立方マイル)に増加した。氷床の平均厚さは107 m (351 ft)から118 m (387 ft)に増加した。

## 歴史
ミハイル・ロモノーソフは海氷の動きから1763年にノバヤゼムリャの北方に陸地が存在すると予言。それとほぼ同じ位置に1935年9月1日にゲオルギー・ウシャコフを隊長とする砕氷船「サドコ」による調査隊により島が発見され、隊長の名からウシャコフ島と名付けられた。
島における最初の越冬は1954〜55年に行われ、1954年に極地観測所が設立された。観測所は1980年代に放棄され、2001年に遠征隊が島を訪れた際、2つの小さな建物が氷に沈んだ状態で発見された。